# Манол Пандевски
Манол Пандевски (на македонска литературна норма: Манол Пандевски) е историк от Република Македония, член на Македонската академия на науките и изкуствата и директор на Института за национална история в Скопие.

## Биография
Роден е на 3 септември 1925 година в струмишкото село Габрово, тогава в Кралство на сърби, хървати и словенци, днес в Северна Македония. Основно и средно образование завършва в Струмица и Петрич. През 1954 година завършва история във Философския факултет на Скопския университет. От 1957 година работи в Института за национална история. През 1965 година получава докторска степен, като защитава темата „Политическите партии и организации в Македония 1909 – 1912“ („Политичките партии и организации во Македонија 1909 – 1912“). Той е един от съавторите на първата „История на македонския народ“ („История на македонскиот народ“) от 1969 година. През същата година излиза и книгата му „Струмица и Струмишко през историята“ („Струмица и Струмичко низ историјата“) в съавторство с Георги Стоев – Трънката. През 1976 година е избран за дописен член, а през 1981 година за редовен член на Македонската академия на науките и изкуствата. Главен редактор е на списанието на Института за национална история „Гласник“. От 1986 година до пенсионирането си през 1987 година е директор на Института.
Умира в Скопие на 21 май 1998 година.